# ماچوانسکی متکوویچ
ماچوانسکی متکوویچ (به صربی: Mačvanski Metković) یک منطقهٔ مسکونی در صربستان است که در بوگاتیچ واقع شده‌است. ماچوانسکی متکوویچ ۱٬۲۴۴ نفر جمعیت دارد.